# Jüdisches Filmfestival Zagreb
Das Jüdische Filmfestival Zagreb ist ein jährlich in Zagreb stattfindendes Filmfestival, das dem gegenwärtigen jüdischen Filmschaffen gewidmet ist. Das im Jahr 2006 ins Leben gerufene Festival fand 2015 zum 9. Mal statt. Das Jüdische Filmfestival Zagreb wird von der Nichtregierungsorganisation Jewish Film Festival unter der Führung des Oscarpreisträgers Branko Lustig organisiert.

## Programm 2010
Das 5. Festival wurde am 23. Mai 2010 mit der Vorführung des Films John Rabe eröffnet. Insgesamt wurden 40 Filme in den Kategorien Spielfilm, Kurzfilm und Dokumentarfilm präsentiert. Das Festival war den Gerechten unter den Völkern gewidmet. Unter anderem wurde der Dokumentarfilm „Die Sterne verlöschen nicht. Überleben im Versteck“ von Helene Maimann gezeigt.

## Unterstützung
Das Jüdische Filmfestival Zagreb wird von der Stadt Zagreb als Hauptsponsor sowie vom Österreichischen Kulturforum Zagreb unterstützt.

## Weblink
- Website des Jüdischen Filmfestivals Zagreb (englisch)